# Ligne 133 (Infrabel)
La courte ligne 133 Couillet - Marcinelle - Jamioulx est une ligne secondaire du bassin minier de Charleroi. Elle desservait le charbonnage du Bois du cazier.
Elle est totalement déferrée.

## Historique
- En 1882, l'État Belge inaugure cette liaison qui relie Couillet, desservi par la ligne 130 depuis 1843 et Jamioulx, sur la ligne 132, inaugurée par la Compagnie de l'Entre Sambre et Meuse en 1848. Dès l'origine, le tronçon Couillet - Hauchies (charbonnage) est à double voie.
- Le trafic voyageur sera supprimé en 1923 et la ligne remise simultanément à voie unique.
- La ligne est alors progressivement fermée du sud vers le nord : en 1934 de Jamioulx à Marcinelle haies, en 1974 depuis Hauchies et finalement en 1984 pour le solde.
- La section Couillet - Marcinelle a également été numérotée ligne (industrielle) 261.
- La voie sera démontée assez rapidement après chaque fermeture de tronçon.

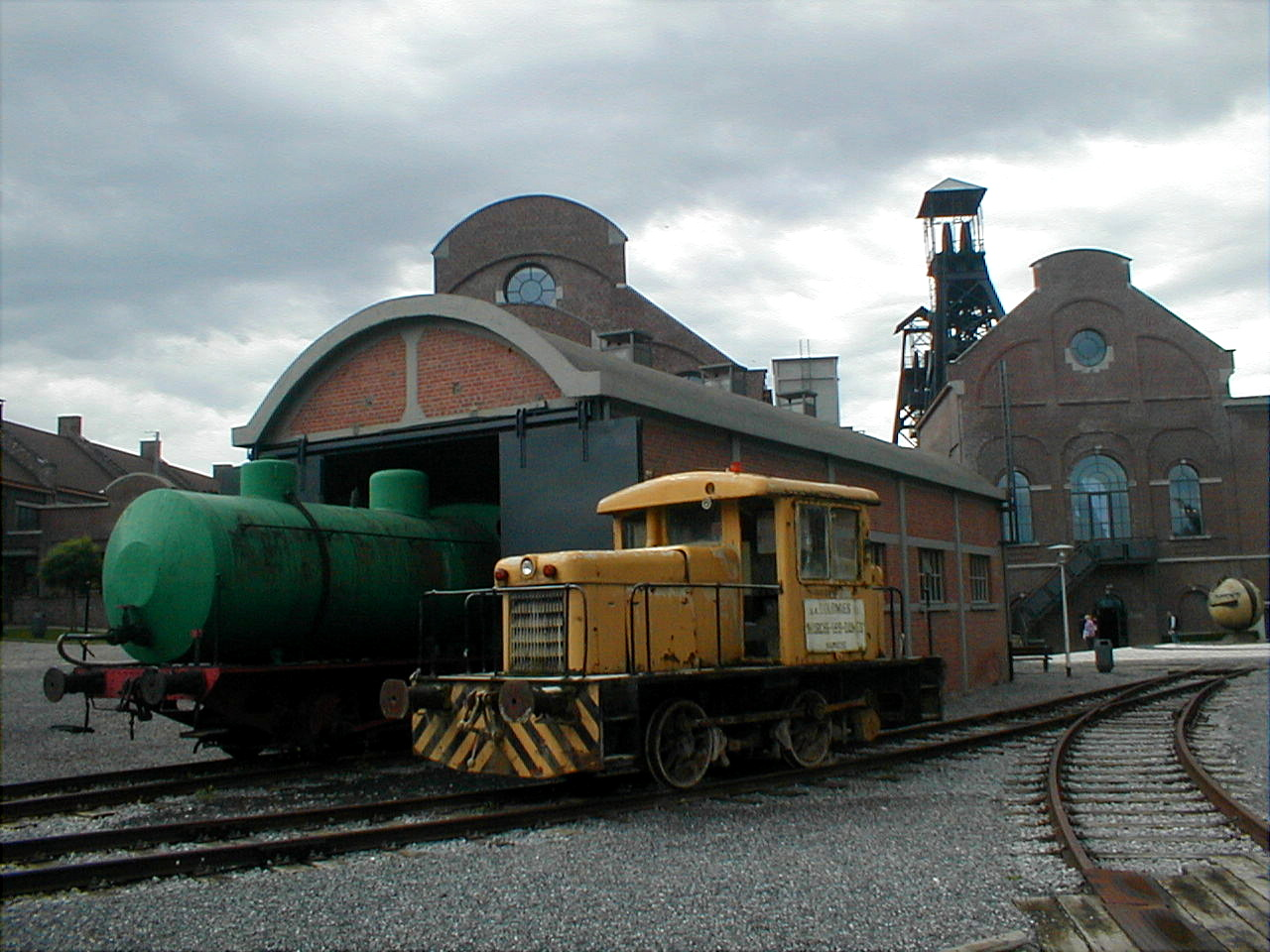
Les trains utilisés dans la mine du Bois du Cazier à Marcinelle.

## Utilisation
La ligne est actuellement parcourable comme sentier de balade.